# Sambuca Pistoiese
Sambuca Pistoiese je italská obec v toskánské provincii Pistoia. Obec má rozlohu 77,84 km² a zhruba 1600 obyvatel.

## Vývoj počtu obyvatel
Počet obyvatel